# 宇治市立笠取小学校
宇治市立笠取小学校（うじしりつ かさとりしょうがっこう）は、京都府宇治市西笠取にある公立小学校。

## 概要
宇治市の山間部を校区とする小学校で、明治時代からの歴史を誇っている。へき地教育を実施しており、2001年より「小規模特認校制度」を適用し、区域外から就学を希望する児童を受け入れている。

## 沿革
- 1873年3月 - 創立
- 1884年4月 - 校舎竣工
- 1887年3月 - 笠取尋常小学校へ改称
- 1889年4月 - 町村制実施に伴い学校も合併し、東笠取に本校を置き、炭山、二尾、池尾に分校を置く。
- 1906年4月 - 各分校を本校より分離
- 1909年4月 - 新校舎が竣工
- 1904年 - 笠取尋常高等小学校
- 1914年10月 - グラウンドを拡張
- 1941年4月 - 国民学校令により、笠取国民学校へ改称
- 1947年4月 - 学制改革により、笠取小学校へ改称。東宇治中学校分教場を設置
- 1951年4月 - 宇治市成立に伴い宇治市立笠取小学校へ改称
- 1954年10月 - 校舎落成式挙行。講堂竣工
- 1959年 - グラウンドを拡張
- 1961年3月 - 校旗・校歌制定
- 1966年 4月 - 完全給食開始
- 1968年8月 - プール竣工
- 1971年4月 - 分校を本校に統合
- 1975年1月 - 複々式授業を解消
- 1977年4月 - 1・2年の複式授業を解消
- 1979年4月 - 普通教室にカラーテレビ設置
- 1984年3月 - 校舎全面改築竣工（校舎・体育館）
- 1985年10月 - 第34回全国へき地教育研究大会開催
- 1997年 - さわやか賞・奨励賞を受賞
- 1998年4月 - へき地マルチメディア研究開発校指定
- 1999年3月 - プール改修工事竣工
- 2001年4月 - 小規模特認校制度を開始

## 主な進学先
- 宇治市立木幡中学校

## 通学区域が隣接している学校
- 宇治市立笠取第二小学校
- 京都市立醍醐小学校
- （滋賀県）大津市立石山小学校
- （滋賀県）大津市立南郷小学校